# Бубикон
Бубикон (нем. Bubikon) — коммуна в Швейцарии, в кантоне Цюрих.
Входит в состав округа Хинвиль. Население составляет 6087 человек (на 31 декабря 2007 года). Официальный код — 0112.

## Фотографии

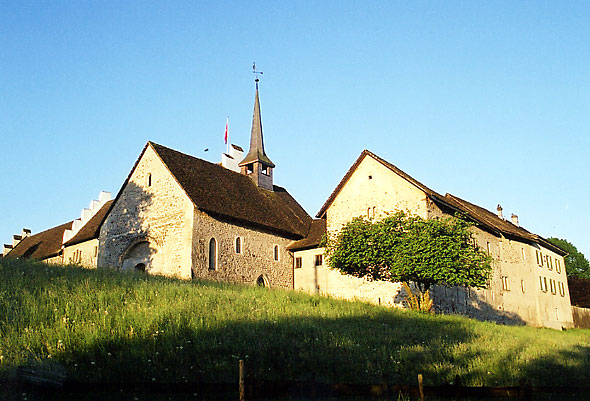
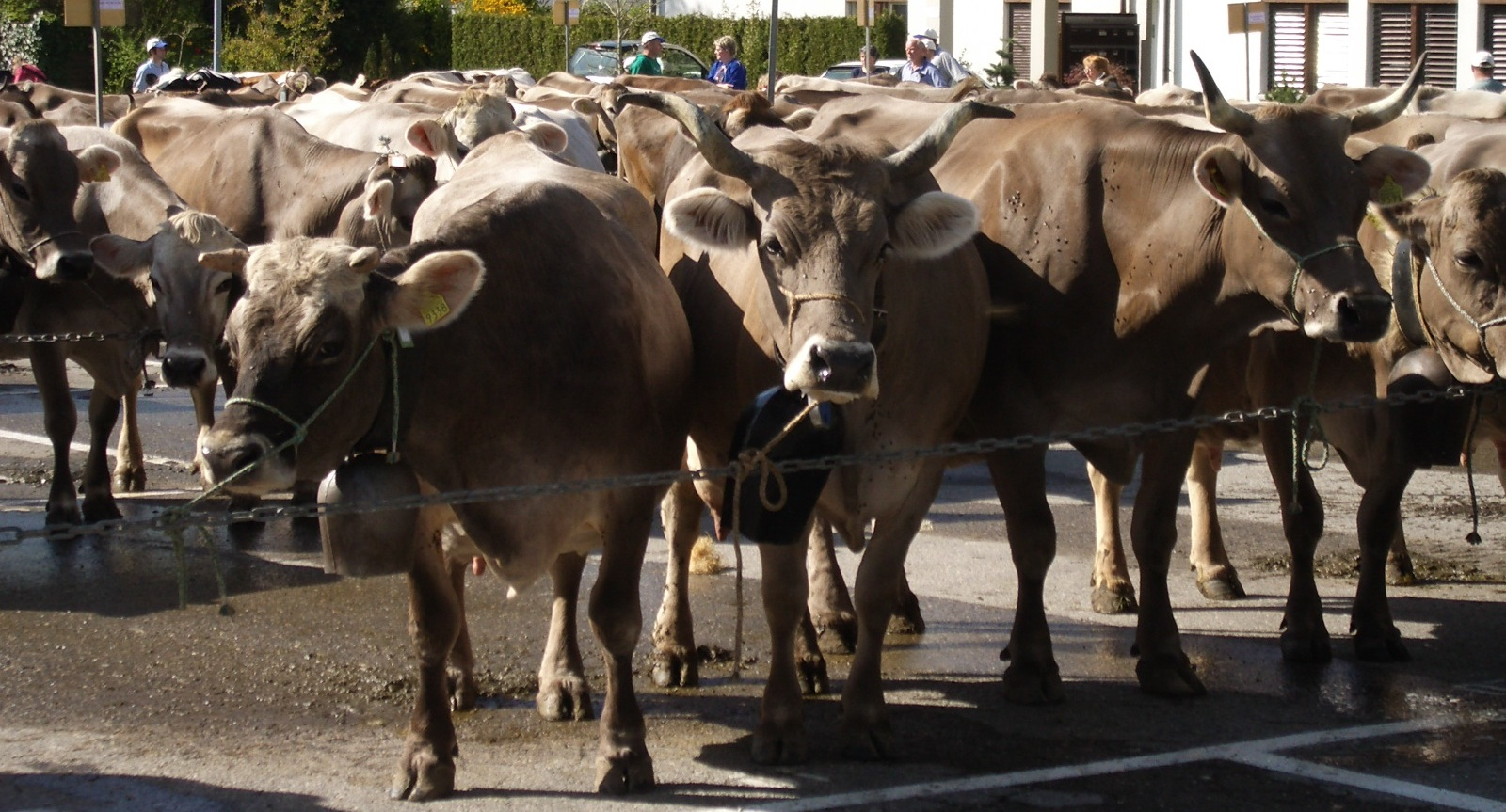
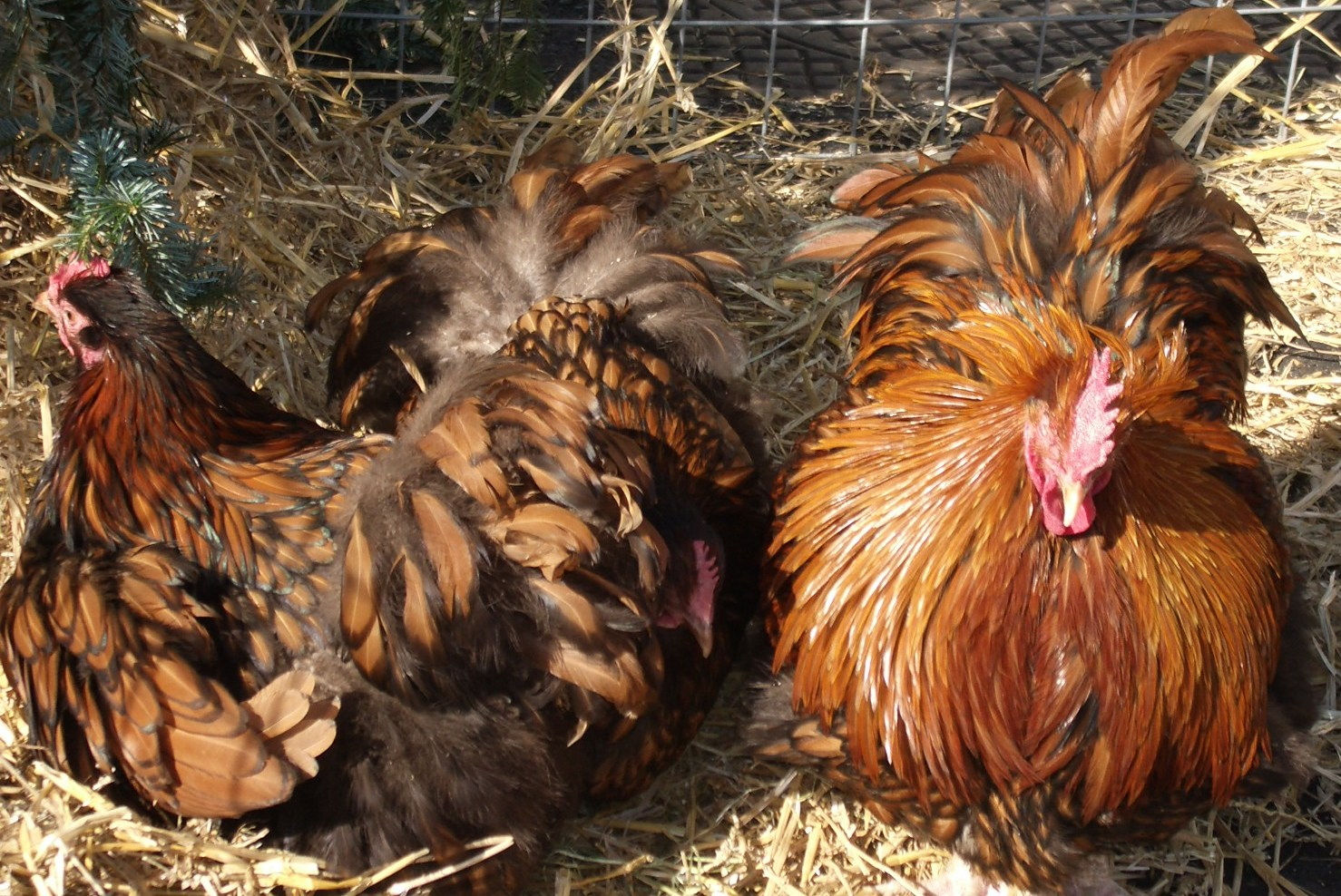